# Tell es-Sultan
Tell es-Sultan (em árabe: تل السلطان, literalmente "Colina do Sultão"), também conhecido como Tel Jericó ou Antiga Jericó, é um sítio arqueológico e Patrimônio Mundial da UNESCO localizado em Jericó, Palestina. O sítio abriga os vestígios da cidade fortificada mais antiga do mundo.
Fica situado próximo ao campo de refugiados Ein es-Sultan, a dois quilômetros ao norte do centro de Jericó. O tel foi habitado desde o 10º milênio a.C., tornando Jericó uma das cidades continuamente habitadas mais antigas do mundo. O sítio é notável por sua importância na história da arqueologia do Levante.
O local foi identificado como a antiga Jericó em 1868 por Charles Warren, com base em sua proximidade com a grande fonte de Ein es-Sultan, proposta como a fonte de Eliseu por Edward Robinson três décadas antes.

## História e arqueologia

### Epipaleolítico
Por volta de 9600 a.C., o fim das secas e do frio do Dryas Recente marcou o início da época do Holoceno e do período Epipaleolítico na história da humanidade. O clima mais quente permitiu que grupos natufianos prolongassem sua permanência, levando à habitação durante todo o ano e ao assentamento permanente. O primeiro assentamento permanente em Tell es-Sultan, caracterizado por estruturas natufianas, desenvolveu-se entre 10.000 e 9000 a.C., aparentemente antes da invenção da agricultura. Tell es-Sultan era um local para acampamento popular entre grupos de caçadores-coletores natufianos devido à nascente Ein as-Sultan nas proximidades; esses caçadores-coletores deixaram para trás uma série de ferramentas de micrólitos em forma de meia-lua.

### Neolítico Pré-Cerâmico A

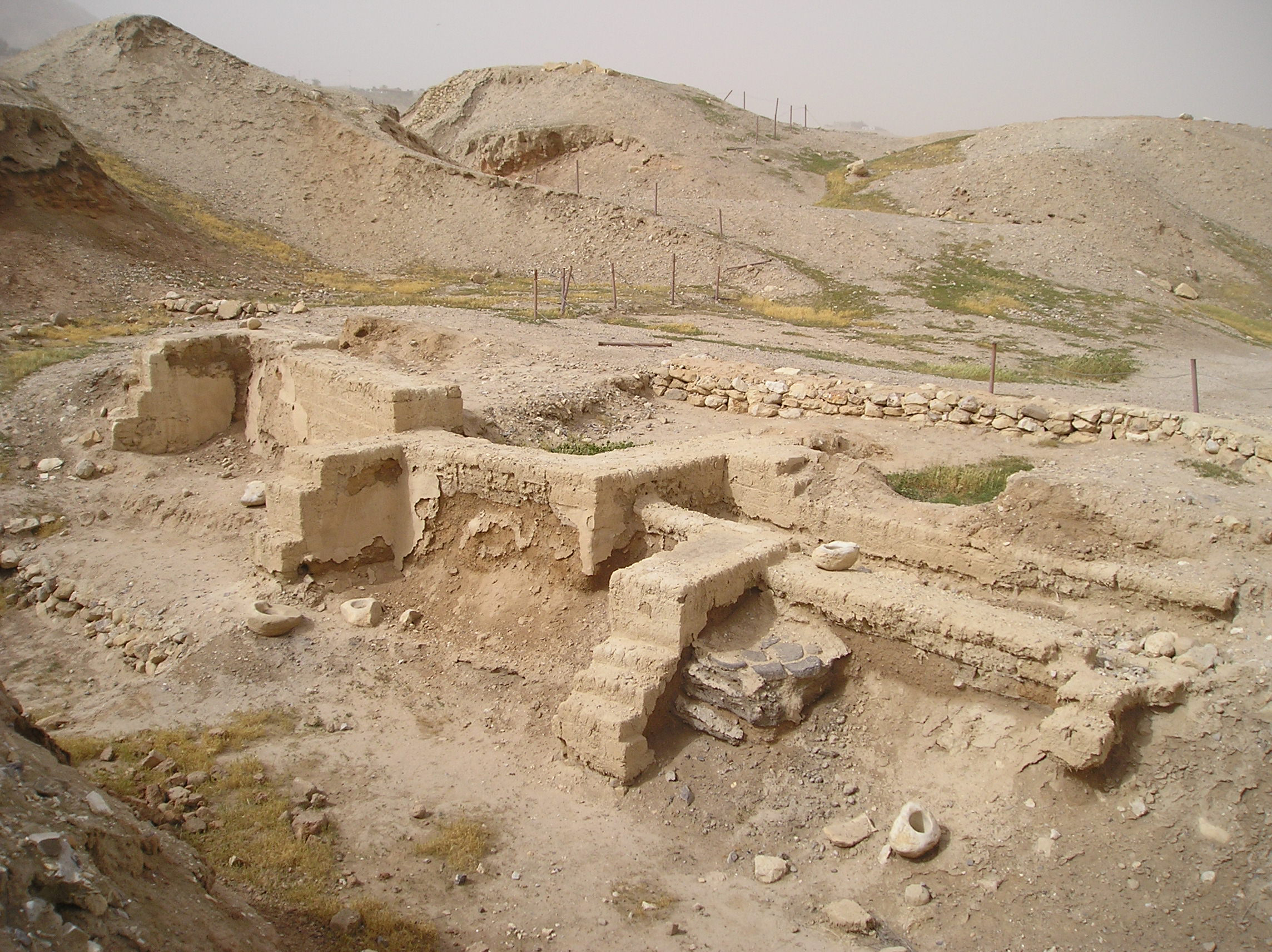
Fundações de habitações descobertas em Tell es-Sultan, em Jericó.

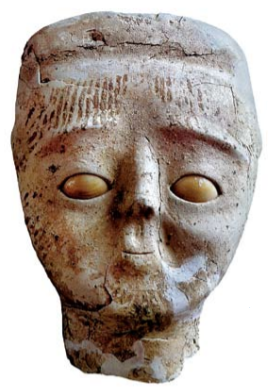
Estátua de ancestral, Jericó, de cerca de 9000 anos atrás. Museu Rockefeller, Jerusalém.

A fase do Neolítico Pré-Cerâmico A (PPNA) em Tell es-Sultan (c. 8500–7500 a.C.) marcou o surgimento de uma das primeiras protocidades do mundo. Com o aquecimento global, uma nova cultura baseada na agricultura e na habitação sedentária emergiu, a qual arqueólogos chamaram de PPNA ou era Sultaniana em homenagem ao local. As aldeias PPNA são caracterizadas por habitações circulares pequenas, enterro dos mortos sob o piso das construções, dependência da caça de animais selvagens, cultivo de cereais selvagens ou domesticados e ausência de cerâmica.
A cidade da era PPNA, um assentamento com cerca de 40.000 m², continha casas circulares de tijolos de adobe, sem planejamento de ruas. As habitações eram construídas com tijolos de argila e palha secos ao sol, que eram unidos por argamassa de barro. Cada casa media cerca de 5 metros de diâmetro e tinha telhado de galhos cobertos de barro. Lareiras eram encontradas dentro e fora das casas.
A identidade e o número de habitantes de Jericó durante o período PPNA ainda são debatidos, com estimativas variando entre 200–300 e até 2.000–3.000. Sabe-se que essa população cultivava farro, cevada e leguminosas, além de caçar animais selvagens.
A cidade era cercada por uma muralha de pedra com mais de 3,6 m de altura e 1,8 m de largura na base, dentro da qual havia uma torre de pedra, posicionada no centro do lado oeste do tel. Essa torre foi a estrutura mais alta do mundo até a Pirâmide de Djoser e a segunda torre mais antiga após a de Tell Qaramel. A muralha e a torre foram construídas por volta de 8000 a.C. Datas de carbono publicadas em 1981 e 1983 indicam que a torre foi construída por volta de 8300 a.C. e permaneceu em uso até cerca de 7800 a.C. A construção da muralha e da torre teria exigido mais de cem homens trabalhando por mais de cem dias, sugerindo algum nível de organização social e divisão do trabalho.
As principais estruturas ajudam a entender os assentamentos Sultanianos no sul do Levante.

### Neolítico Pré-Cerâmico B (PPNB)
Após alguns séculos, o primeiro assentamento foi abandonado. Após a fase de assentamentos do PPNA, houve um hiato de vários séculos e então um novo assentamento do Neolítico Pré-Cerâmico B foi fundado na superfície erodida do tel, em 6800 a.C. Esse segundo assentamento pode ter sido obra de um povo invasor que absorveu os habitantes originais em sua cultura dominante. Artefatos desse período incluem dez crânios humanos cobertos com gesso, pintados para recriar os traços dos indivíduos. Esses crânios podem representar terafins ou um dos primeiros exemplos de retratos na história da arte, e acredita-se que eram mantidos nas casas enquanto os corpos eram enterrados.
A arquitetura consistia em edifícios retilíneos de tijolos de adobe sobre fundações de pedra. Os tijolos tinham formato de pão com impressões de polegares para facilitar a união. Nenhum edifício foi completamente escavado. Geralmente, várias salas se agrupavam ao redor de um pátio central. Havia uma sala grande (6,5 por 4 m) e outra ligeiramente menor (7 por 3 m) com divisões internas. As áreas restantes eram pequenas, provavelmente usadas para armazenamento. As salas tinham pisos de marmorite vermelho ou rosado feitos de cal. Algumas impressões de esteiras de junco ou taboa foram preservadas. Os pátios tinham pisos de argila.
Kathleen Kenyon interpretou um edifício como um santuário, que continha um nicho na parede. Um pilar de pedra vulcânica lascada encontrado nas proximidades poderia ter se encaixado nesse nicho.
Os mortos eram enterrados sob os pisos ou no entulho de edifícios abandonados. Há vários enterros coletivos, e nem todos os esqueletos estão completamente articulados, o que pode indicar um tempo de exposição antes do sepultamento.
Outros achados incluíam sílex, como pontas de flecha (tangenciadas ou entalhadas lateralmente), lâminas de foice finamente denticuladas, buris, raspadores, alguns machados, obsidiana e obsidiana verde de origem desconhecida. Também foram encontrados mós, martelos de pedra, alguns machados de pedra polida feitos de pedra verde, pratos e tigelas esculpidos em calcário macio, fusos de pedra e possíveis pesos de tear, espátulas e brocas, figuras antropomórficas estilizadas de gesso, quase em tamanho natural, e estatuetas de barro antropomórficas e zoomórficas, além de contas de conchas e malaquita.

### Idade do Bronze
Uma sucessão de assentamentos ocorreu a partir de 4500 a.C., com o maior construído na Idade do Bronze Inicial, por volta de 2600 a.C. Tell es-Sultan foi ocupado, destruído e abandonado várias vezes, como evidenciado por suas muitas camadas de destruição.
O sítio parece ter sido continuamente ocupado desde a Idade do Bronze Inicial até o início da Idade do Bronze Médio. Datações por radiocarbono sugerem que a cidade foi destruída e abandonada por volta de 2000/1950 a.C. A cidade foi posteriormente reconstruída, alcançando sua maior extensão entre 1700 e 1550 a.C. Nesse período, era uma cidade pequena, mas importante, da região de Canaã, refletindo a urbanização da área. A cidade foi associada ao surgimento dos Maryannu, uma classe de aristocratas que usavam carruagens, ligados ao estado Mitanni ao norte. Era cercada por extensas muralhas defensivas reforçadas com torres retangulares e possuía um extenso cemitério com tumbas de poço verticais e câmaras funerárias subterrâneas; as oferendas funerárias elaboradas em algumas delas podem refletir o surgimento de reis locais. Kathleen Kenyon relatou que "a Idade do Bronze Médio é talvez a mais próspera em toda a história de Canaã. ... As defesas ... pertencem a uma data relativamente avançada nesse período" e havia "um revestimento maciço de pedra;... parte de um sistema complexo" de defesas.
A cidade foi destruída novamente no século XVI, no final da Idade do Bronze Médio. Os restos de carbono calibrados de sua camada de destruição da Cidade-IV datam de 1617–1530 a.C., confirmando a precisão da datação estratigráfica de Kenyon. Após essa destruição, a cidade foi reocupada na Idade do Bronze Tardio (1550–1200 a.C.), com a muralha da Idade do Bronze Médio sendo reformada com a adição de uma muralha de tijolos de barro no topo do que restava. Segundo Lorenzo Nigro, as camadas superiores do Bronze Tardio foram fortemente cortadas por operações de nivelamento na Idade do Ferro, o que explica a escassez de materiais do século XIII.

### Idade do Ferro
A ocupação em Tell es-Sultan parece ter sido retomada no século XI a.C., com a cidade sendo fortificada novamente no século X. Dessa nova cidade, pouco resta além de uma casa de barro e pedra na encosta leste característica da Idade do Ferro do Levante. No século VII, Jericó tornou-se uma cidade extensa, mas foi destruída na conquista babilônica de Judá no início do século VI.

### Abandono do tel
Em resposta às revoltas de Judá contra a Babilônia, Jericó foi destruída pelos babilônios em 587/586 a.C. A cidade foi reconstruída durante o período persa, após a libertação dos judeus do cativeiro babilônico. Há poucos vestígios desse período e o sítio foi abandonado como local de assentamento pouco depois.

## Escavações arqueológicas

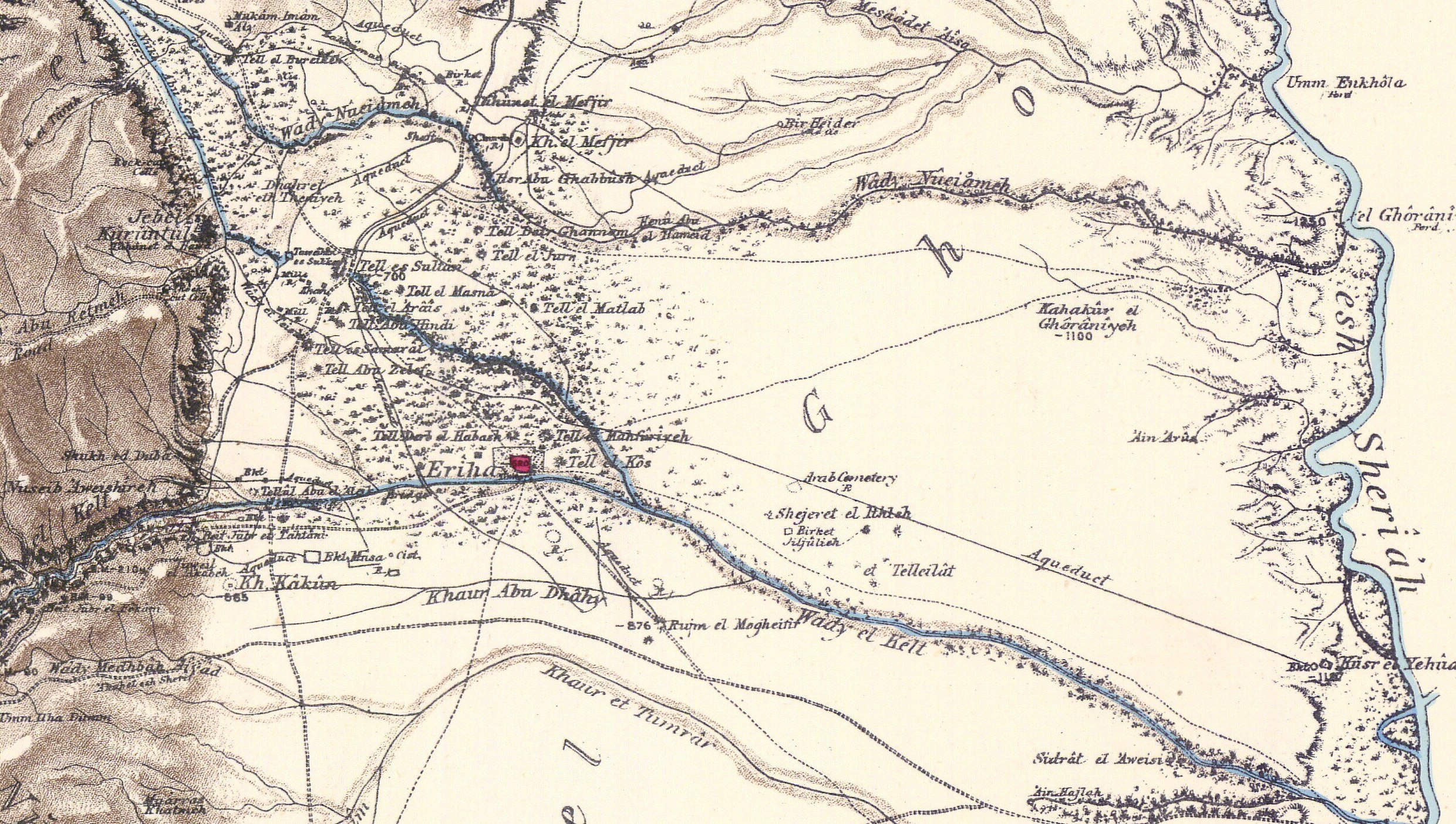
A área ao redor de Tell es-Sultan na pesquisa do Fundo de Exploração da Palestina, desenhada poucos anos após a expedição de Warren.

As primeiras escavações dos tels ao redor de Ain es-Sultan (em árabe: عين سلطان, literalmente "Fonte do Sultão") foram realizadas por Charles Warren em 1868, em nome do Fundo de Exploração da Palestina. Warren escavou nove montes na área da fonte; durante uma das escavações, seus trabalhadores atravessaram os tijolos de barro da muralha sem perceber o que era.
A fonte foi identificada em 1838 por Edward Robinson em Pesquisas Bíblicas na Palestina (Biblical Researches in Palestine) como "a cena do milagre de Eliseu", por ser a principal fonte próxima a Jericó. Com base nisso, Warren propôs os montes circundantes como o sítio da Antiga Jericó, mas não tinha fundos para uma escavação completa. Acreditando que era claramente a fonte onde Eliseu realizou o milagre, ele sugeriu mover todo o monte em busca de evidências, o que pensava ser possível por £400.
Ernst Sellin e Carl Watzinger escavaram Tell es-Sultan e Tulul Abu el-'Alayiq entre 1907 a 1909 e em 1911, encontrando os restos de duas muralhas que inicialmente sugeriram apoiar o relato bíblico da Batalha de Jericó. Mais tarde, revisaram essa conclusão e dataram suas descobertas na Idade do Bronze Médio (1950–1550 a.C.).
O sítio foi novamente escavado por John Garstang entre 1930 e 1936, que sugeriu que os restos da muralha superior eram os descritos na Bíblia, datados de cerca de 1400 a.C.
Investigações extensivas usando técnicas mais modernas foram realizadas por Kathleen Kenyon entre 1952 e 1958. Suas escavações descobriram uma torre e uma muralha na trincheira I. Kenyon forneceu evidências de que ambas as construções eram muito mais antigas do que as estimativas anteriores, datando do Neolítico, e faziam parte de uma protocidade inicial. Suas escavações encontraram uma série de dezessete muralhas da Idade do Bronze Inicial, algumas das quais ela pensou que poderiam ter sido destruídas por terremotos. A última muralha foi construída às pressas, indicando que o assentamento foi destruído por invasores nômades. Outra muralha foi construída por uma cultura mais sofisticada na Idade do Bronze Médio, com uma encosta íngreme de gesso levando a tijolos de barro no topo.
Lorenzo Nigro e Nicolo Marchetti conduziram escavações em 1997–2000. Desde 2009, o projeto arqueológico ítalo-palestino de escavação e restauração foi retomado pela Universidade de Roma "La Sapienza" e pelo MOTA-DACH palestino, sob a direção de Lorenzo Nigro e Hamdan Taha.
Novas escavações foram realizadas em Tell es-Sultan de 2009 a 2023 pela Expedição Ítalo-Palestina, dirigida por Lorenzo Nigro para a Universidade de Roma La Sapienza e Jehad Yasine para o Ministério do Turismo e Antiguidades da Palestina. Esses trabalhos descobriram vários monumentos da Cidade da Idade do Bronze: os Palácios na Colina da Fonte (Bronze Inicial II–III, 3000–2350 a.C.; MB I–II, chamado "Palácio dos Reis Pastores" e o palácio MB III, chamado "Palácio dos Hicsos"), o Portão Sudeste, chamado Portão de Jerusalém, e várias seções das antigas muralhas da cidade.

## Muralhas
A muralha da era PPNA foi projetada para fins defensivos ou de proteção contra inundações; a massa da parede (aproximadamente 1,5 a 2 m de espessura e altura de 3,7 a 5,2 m) bem como a da torre sugerem um propósito defensivo. Estima-se que date de aproximadamente 8000 a.C. Se interpretada como uma "fortificação urbana", a Muralha de Jericó é a muralha de cidade mais antiga descoberta por arqueólogos em qualquer lugar do mundo. Ao redor da muralha havia um fosso de 8,2 m de largura por 2,7 m de profundidade, cortado em rocha sólida, com uma circunferência de até 600 m ao redor da cidade. Kenyon comentou que o "trabalho envolvido na escavação desse fosso em rocha sólida deve ter sido tremendo".
Fases de construção da muralha 
- Fase I: Uma muralha perimetral de pedra de 3,6 m de altura foi construída, adjacente à face externa da torre. As duas figuras humanas à esquerda mostram a escala aproximada.
- Fase II: Uma muralha adicional e um fosso externo foram adicionados. O espaço entre as duas muralhas foi preenchido com detritos do fosso. Uma "muralha de revestimento" foi construída para reforçar a torre, incorporando parte da primeira muralha.
- Fase III: À medida que o fosso foi assoreado, uma nova muralha foi construída sobre os restos das duas anteriores. Ao mesmo tempo, a entrada inferior da torre foi bloqueada.

## Torre de Jericó

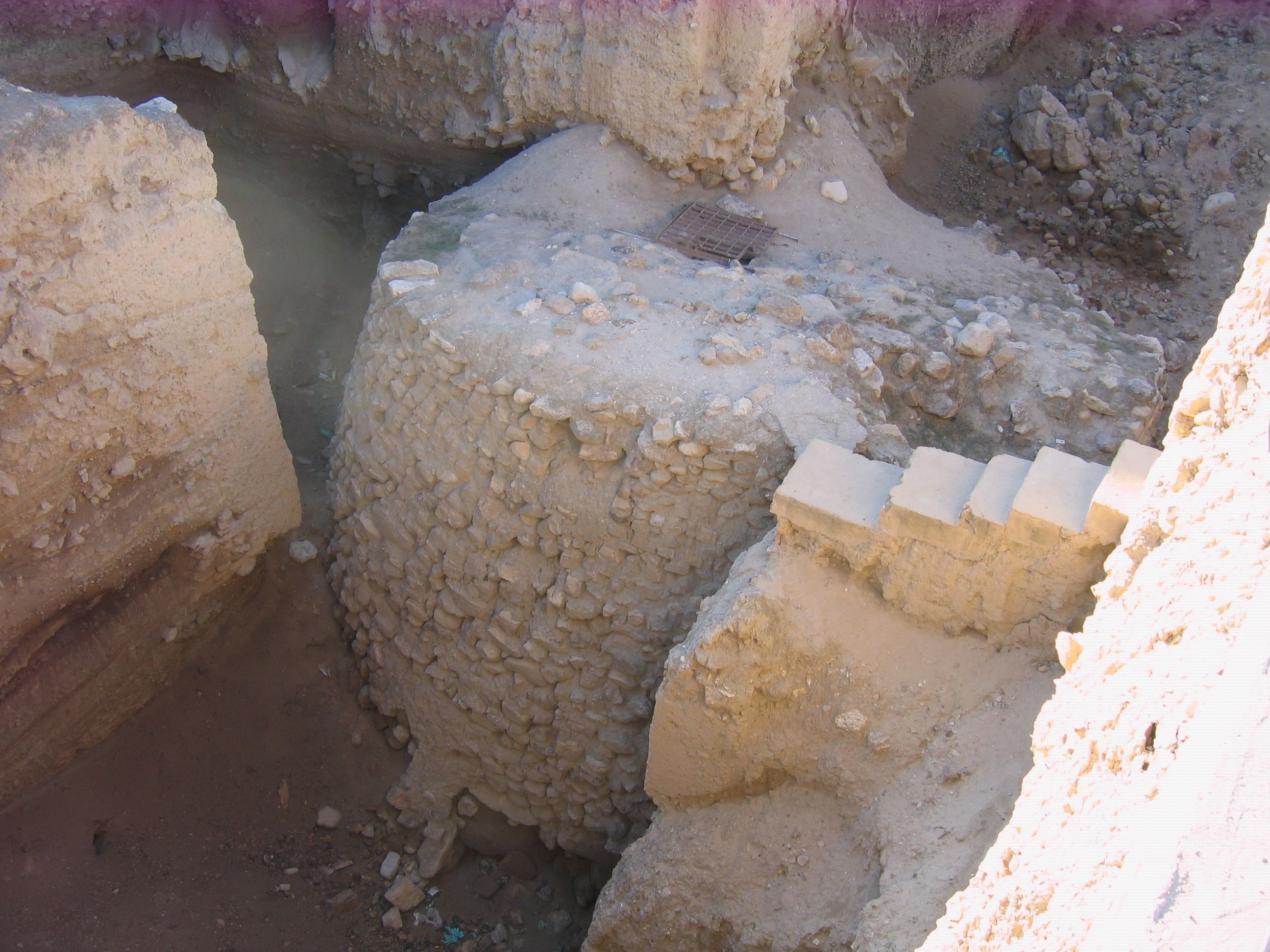
Torre de Jericó

A Torre de Jericó é uma estrutura de pedra de 8,5 m de altura, construída no período Neolítico Pré-Cerâmico A, por volta de 8000 a.C. É um dos primeiros monumentos de pedra da humanidade. De forma cônica, a torre tem quase 9 m de diâmetro na base, reduzindo para 7 m no topo, com paredes de aproximadamente 1,5 m de espessura. Contém uma escadaria interna com 22 degraus de pedra.